# Adunni Ade
Adunni Ade (7 de junio de 1976) es una actriz y modelo nigeriana.

## Biografía
Ade nació en Queens, Nueva York, Estados Unidos de madre irlandesa alemana y padre nigeriano yoruba. Se crio en Lagos y Estados Unidos. Tuvo su educación primaria en los estados de Lagos y Ogun. Su padre, un exitoso hombre de negocios, la inspiró a estudiar Contabilidad. Obtuvo un título en contabilidad en la Universidad de Kentucky en 2008.

## Carrera
Trabajó en los sectores de vivienda y seguros en los Estados Unidos antes de cambiarse a la industria del entretenimiento. Se aventuró en el modelaje y participó en America's Next Top Model. 
Después de regresar a Nigeria, consiguió su primer papel en Nollywood cuando actuó en la película en yoruba You or I, en 2013. También participó en otras películas de Nollywood tanto en inglés como en yoruba, incluidos algunos videos musicales para Sound Sultan y Ice Prince.
Recibió un premio Stella del Instituto Nigeriano de Periodismo por sus esfuerzos en la promoción de la cultura nigeriana.
Su participación en It's Her Day en 2016 le valió la nominación a Mejor Actriz de Reparto en los premios cinematográficos más importantes de África, AMVCA, en 2017. También ganó el premio a la mejor actriz de reparto en el Festival de Cine de Lagos por la película.
En 2017, se convirtió en embajadora de marca OUD Majestic.

## Vida personal
Ade tiene dos hijos, D'Marion y Ayden. Tras terminar la relación con el padre de sus hijos decidió criarlos como madre soltera.

## Filmografía seleccionada

### Cine
- Iwo tabi emi (You or I)  (2013)[14][15]
- What's Within (2014)
- 2nd Honeymoon (2014)
- Head Gone (2015)
- So in Love. (2015)
- Schemers (2016)
- Diary of a Lagos Girl (2016)
- Diary of a Lagos girl (2016)
- For The Wrong Reasons (2016)
- It's Her Day (2016)
- The Blogger's Wife (2017)
- Run (2017)
- Guyn Man (2017)
- Boss of All Bosses (2018)
- The Vendor (2018)
- House Of Contention (2019)
- Coincidence (2020)
- Mama Drama (2020)
- Ratnik (2020)

### Televisión
- Behind the Cloud
- Babatunde Diaries
- Jenifa's Diary (temporada 2)
- Sons of the caliphate (temporada 2)